# لوئی اسکوتنر
لوئی اسکوتنر (به فرانسوی: Louis Scutenaire) نویسنده و شاعر قرن بیستم میلادی اهل فرانسه است.